# Опоки (микрорайон Ржева)
Опо́ки — микрорайон в восточной части города Ржева Тверской области, на Советской стороне.
Основан в 1403 году как город-крепость Великого княжества Тверского.

## История
Опоки были основаны в 1403 году, тверским князем Иваном Михайловичем, как город-крепость Великого княжества Тверского на границе с княжеством Московским, которому в ту пору принадлежал Ржев. Захватив часть Ржевской волости, Тверь подошла впритык к Ржеву и отстроила у его стен (в 2 км.) свой город. Город строился ударными темпами, всего за полгода («В весне почат, а в осенине кончан»), а Москва укрепляла затем свой форпост Ржев пять лет.
В те времена Тверь была сильна и Опоки, как и другие города-крепости Тверского княжества, выполняли военно-стратегическую функцию. Отсюда нередко снаряжались военные отряды, выступавшие против Золотой Орды, Литвы и естественно Москвы, с которой Тверь постоянно враждовала. Тверские отряды много раз пытались завладеть Ржевом, но всегда безуспешно.
В начале XVII века, во время Польской интервенции, Опоки были сожжены поляками дотла и после уже не были восстановлены в статусе города.
В 1859 году в Ржевском уезде, в 2 верстах от Ржева, владельческая деревня Апокино (Апоки), 26 дворов, 189 жителей. Рядом, при реке Волге, усадьба Молохово (Желудьево).
Во время Великой Отечественной войны, в марте 1943 года, через Опоки по минным полям, с боями пробивался один из штурмовых отрядов 215-й стрелковой дивизии генерала А. Ф. Куприянова, чтобы освободить Ржев. Здесь отряд потерял 18 человек.
До войны Опоки являлись селом, после были включены в состав города Ржева.

## Инфраструктура и улицы
Микрорайон Опоки состоит преимущественно из домов частного сектора и нескольких 2-х этажных бараков в западной части микрорайона. В Опоках располагаются: Средняя школа № 4, противотуберкулёзный диспансер, роддом, пожарная часть № 81.
Все улицы микрорайона Опоки названы в честь героев Гражданской и Великой Отечественной воин: Чапаева, Фурманова, Щорса, Пархоменко, Крылова, Матросова. Исключения составляют названия переулков: Пионерский, Больничный, Свободный.